# Stavelot
Stavelot (en való Ståvleu, en alemany Stablo) és una ciutat belga de la província de Lieja, situada a l'aiguabarreig de l'Amblève amb l'Eau Rouge. Té uns 6.600 habitants.

## Història
Vegeu també Principat de Stavelot-Malmedy

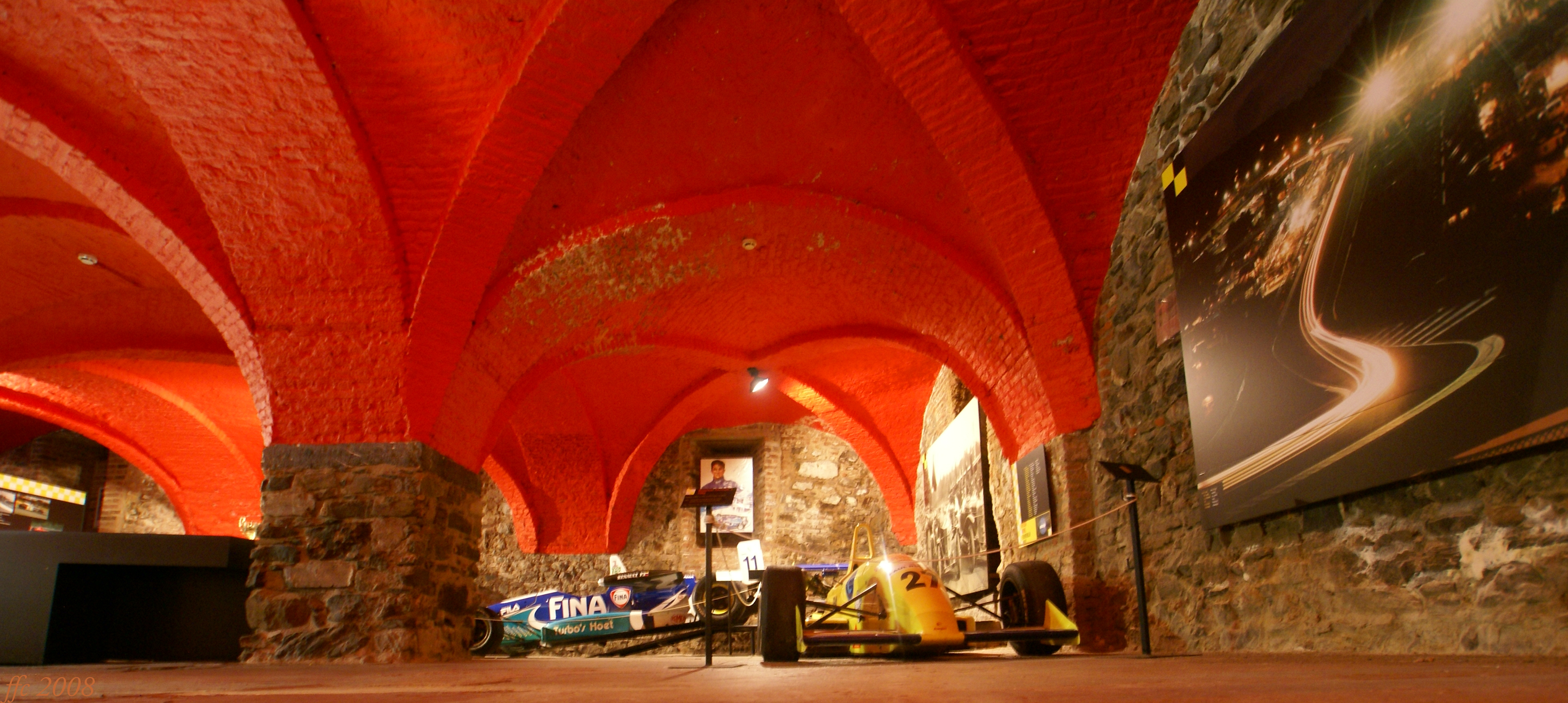
Museu del circuit Spa-Francorchamps a les caves de l'antiga abadia

La ciutat va créixer a l'entorn de l'abadia, que el monjo Remacle va fundar vers 648, a demanda del rei Sigebert III d'Austràsia i del seu majordom de palau Grimoald. Aviat, l'abat va ser consagrat bisbe, cosa que li va donar una autonomia quasi total del bisbe de Maastricht i més tard de Lieja. Fins al 1794, Stavelot va ser la capital del Principat de Stavelot-Malmedy dins del Sacre Imperi Romanogermànic. L'abat de la doble abadia n'era el príncep amb les mateixes prerrogatives que un príncep bisbe.

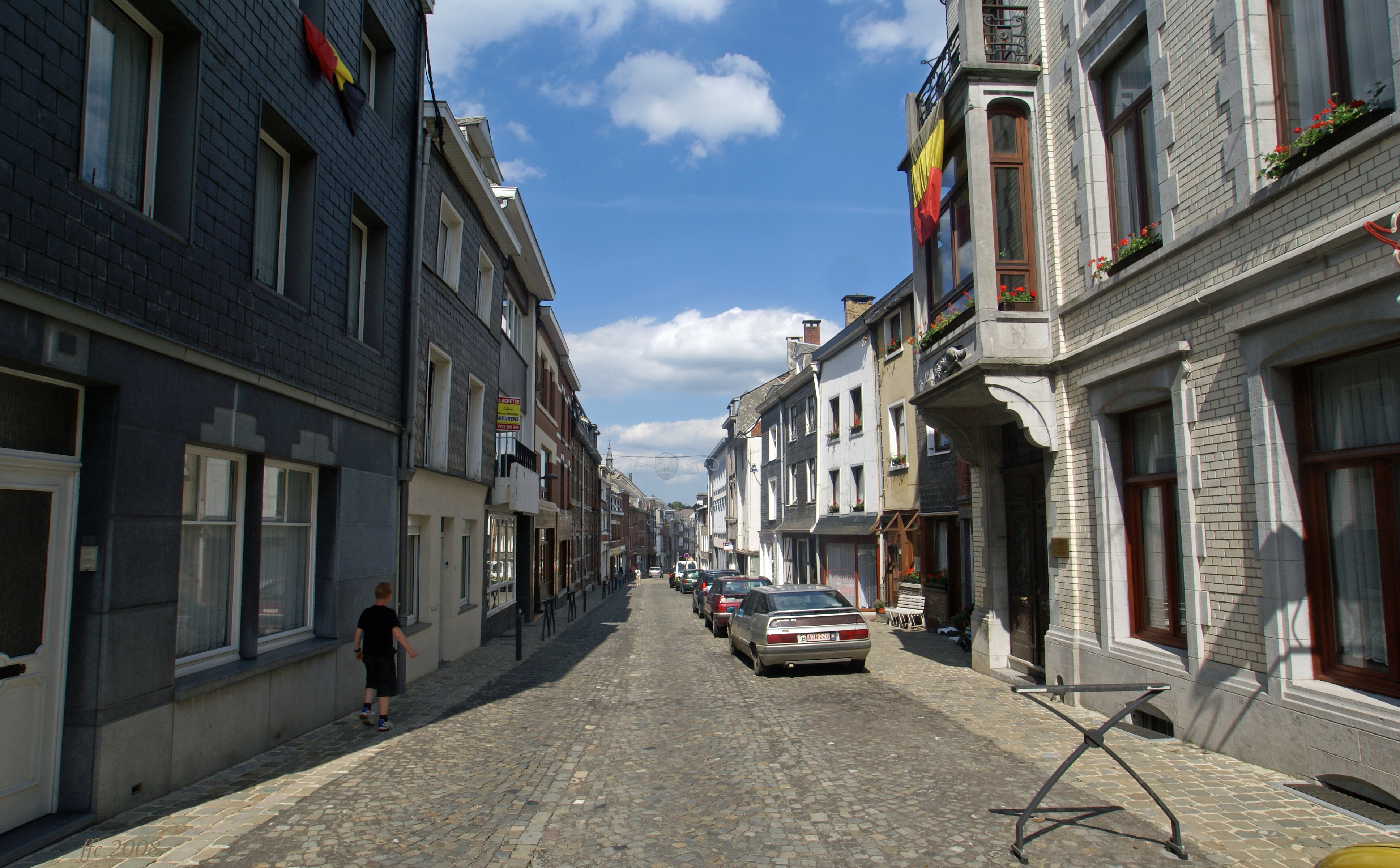
Rue Neuve (carrer Nou)

La ciutat fou annexada per França l'any 1795. El 1815, després del tractat de París, el rei de Prússia Guillem III i Guillem I dels Països Baixos van compartir el territori del principat, i l'Eau Rouge entre Stavelot i la seva ciutat bessona Malmedy va esdevenir frontera d'estat. La ciutat ja havia perdut el seu paper polític després de l'annexió a França. De capital va esdevenir una ciutat perifèrica i a poc a poc va declinar. La Revolució industrial del segle xix va passar-hi gairebé desapercebuda perquè els estats neerlandès i belga van preferir no invertir massa en la industrialització prop de fronteres força mòbils. Des de 1830 va esdevenir belga.
Durant la batalla de les Ardenes, va haver-hi combats violents. La Primera divisió SS Panzer, conduïda pel coronel Joachim Peiper, va matar 130 civils a Stavelot i a la rodalia entre el 18 i el 20 de desembre de 1944. Al contrari de Malmedy, que va ser totalment destruïda, els edificis històrics de la ciutat no van sofrir. Tot i això, el 29 de juny de 1998, un camió carregat de pintures i de toluè va perdre el control en baixar cap a la ciutat: dues persones van morir i vint cases històriques van quedar destruïdes de resultes de l'explosió i l'incendi que hi va seguir.

## Llocs d'interès

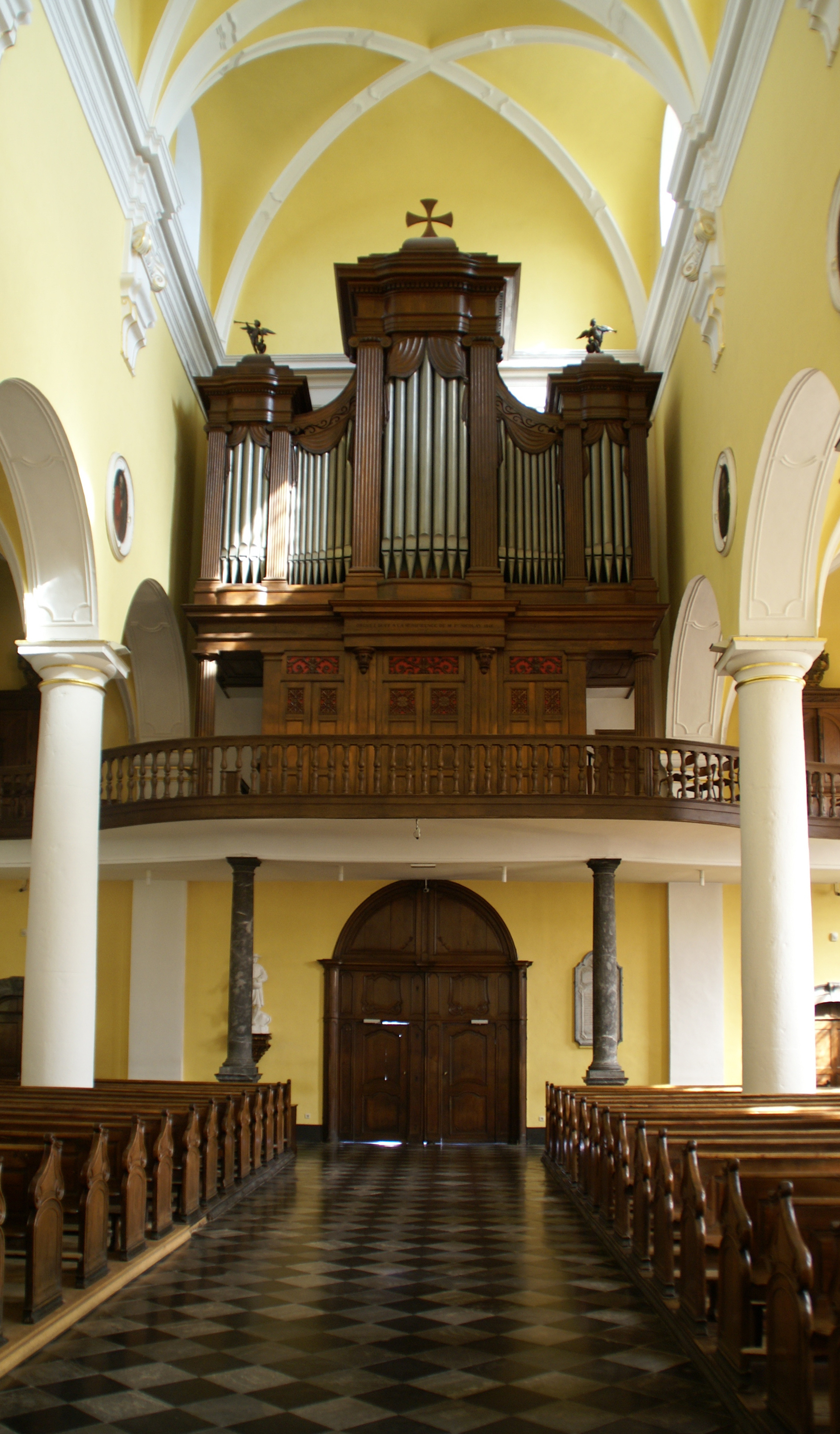
Orgue Korfmacher a l'església parroquial

- L'abadia de Stavelot, llistada com a Patrimoni excepcional de Valònia
- L'abadia de Wavreumont
- L'església de Sant Sebastià
- L'orgue Korfmacher a l'església de Sant Sebastià
- El circuit automobilístic Spa-Francorchamps
- El museu del circuit Spa-Francorchamps a l'antiga abadia
- El museu històric a l'antiga abadia
- La plaça de Sant Remacle
- La cascada de Coo
- El parc natural de les Hautes Fagnes
- Diversos punts d'interès relacionats amb la Batalla de les Ardenes

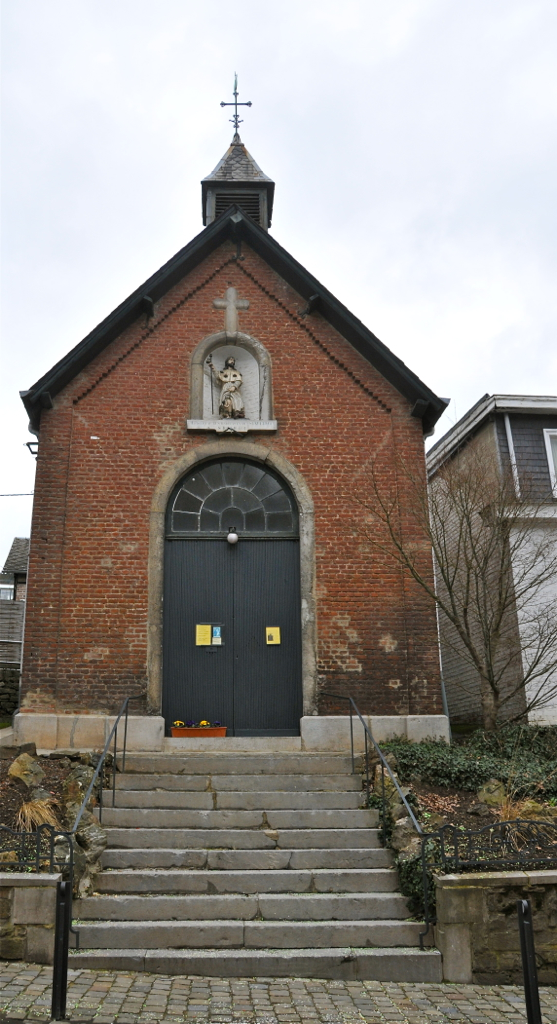
Capella de Sant Roc
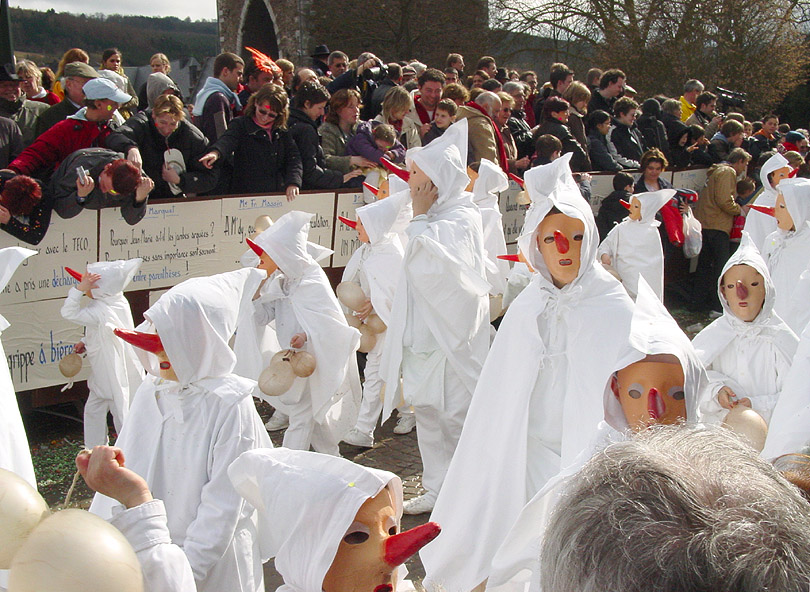
Els «Blancs Moussis»
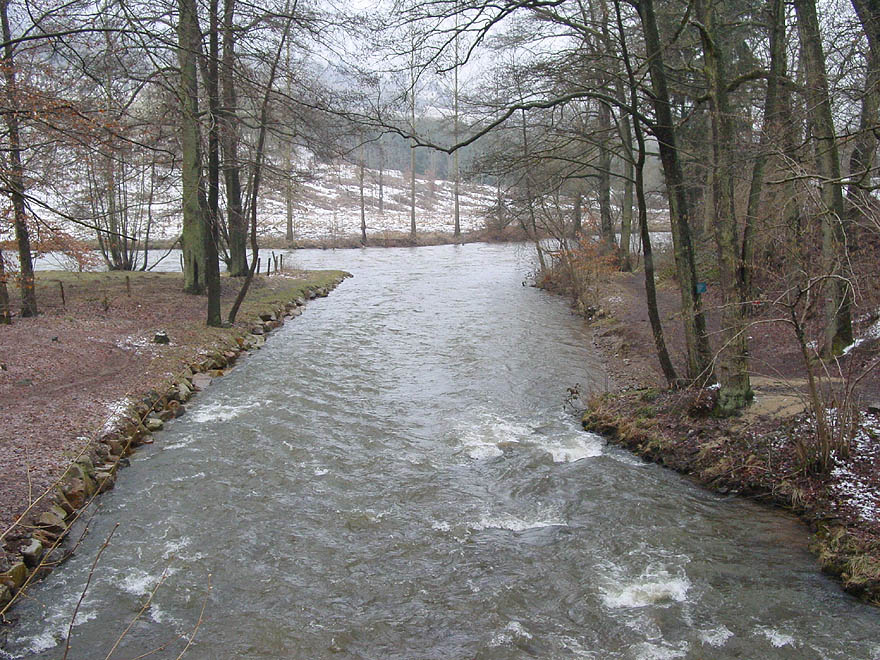
Aiguabarreig de l'Eau Rouge i de l'Amblève
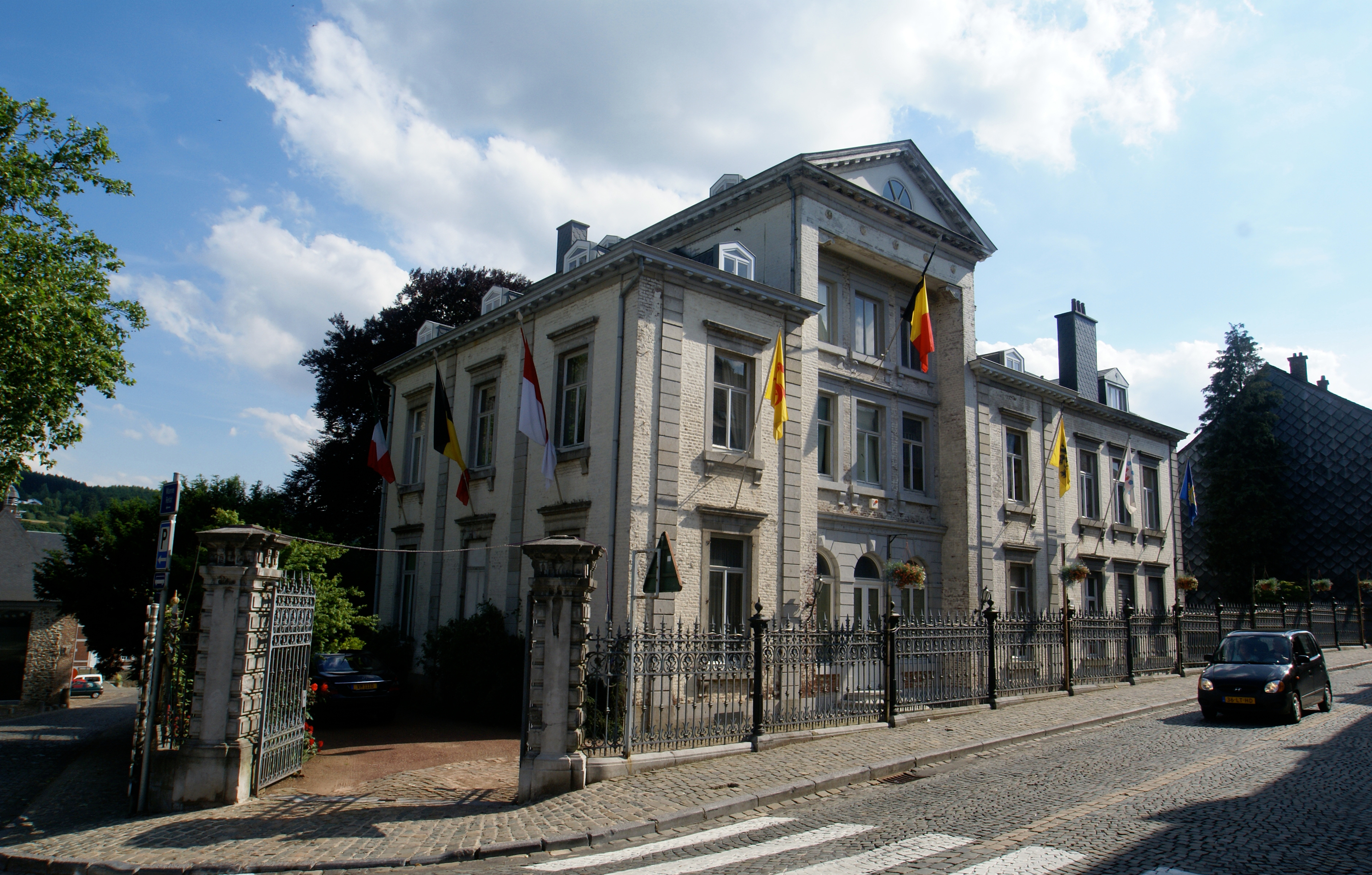
Casa noble a l'angle dels carrers Henri Massagne i du Châtelet
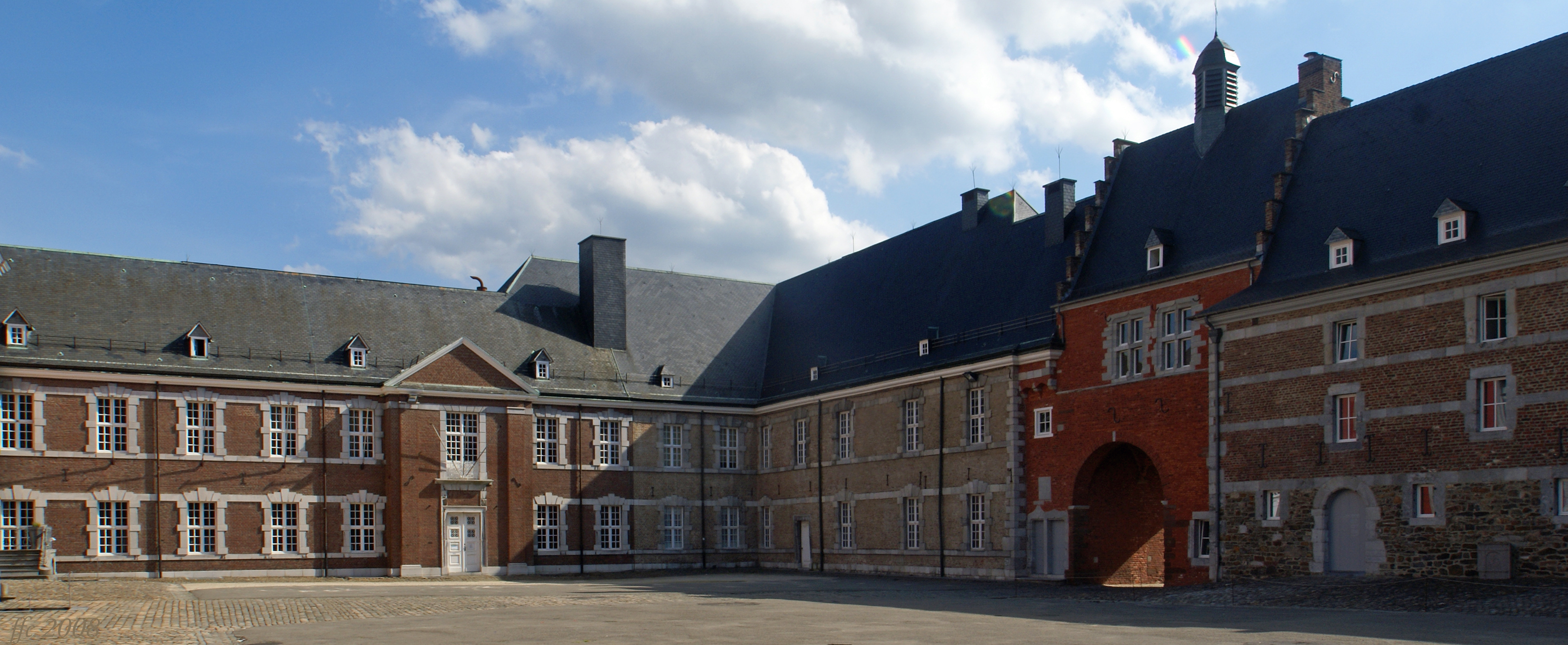
Pati interior de l'antiga abadia
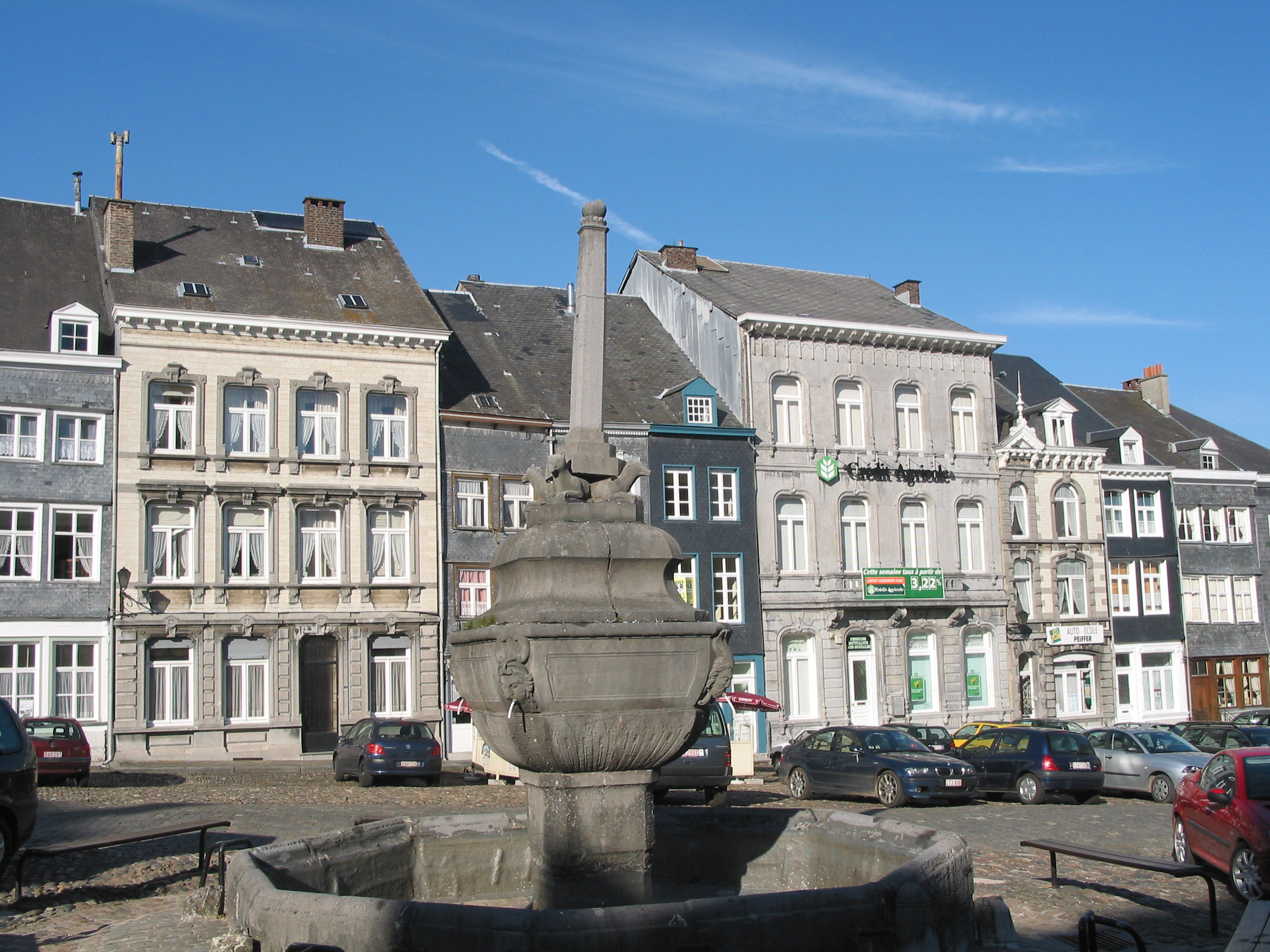
Plaça Remacle i perron
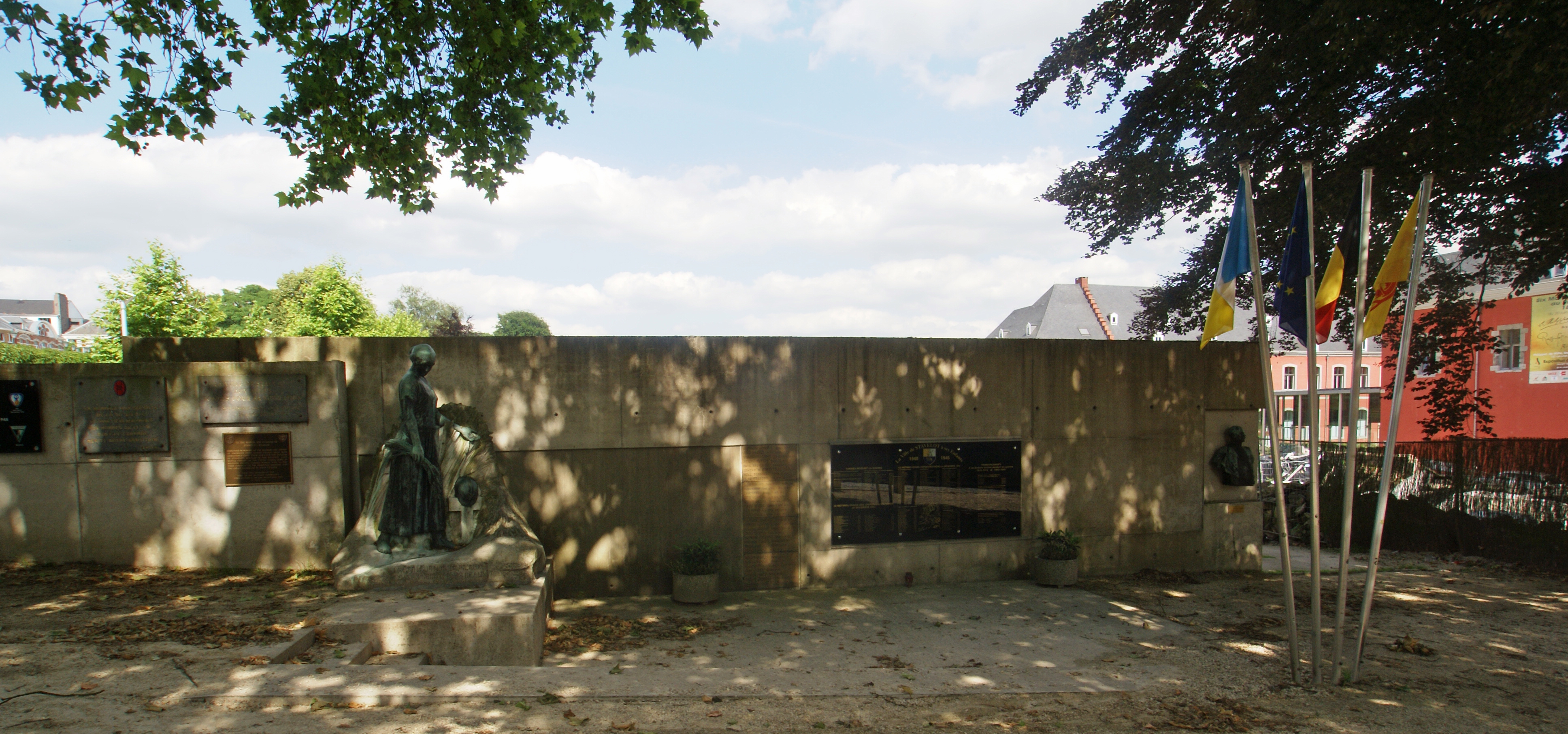
Monument dedicat a les víctimes civils i militars de les dues guerres mundials
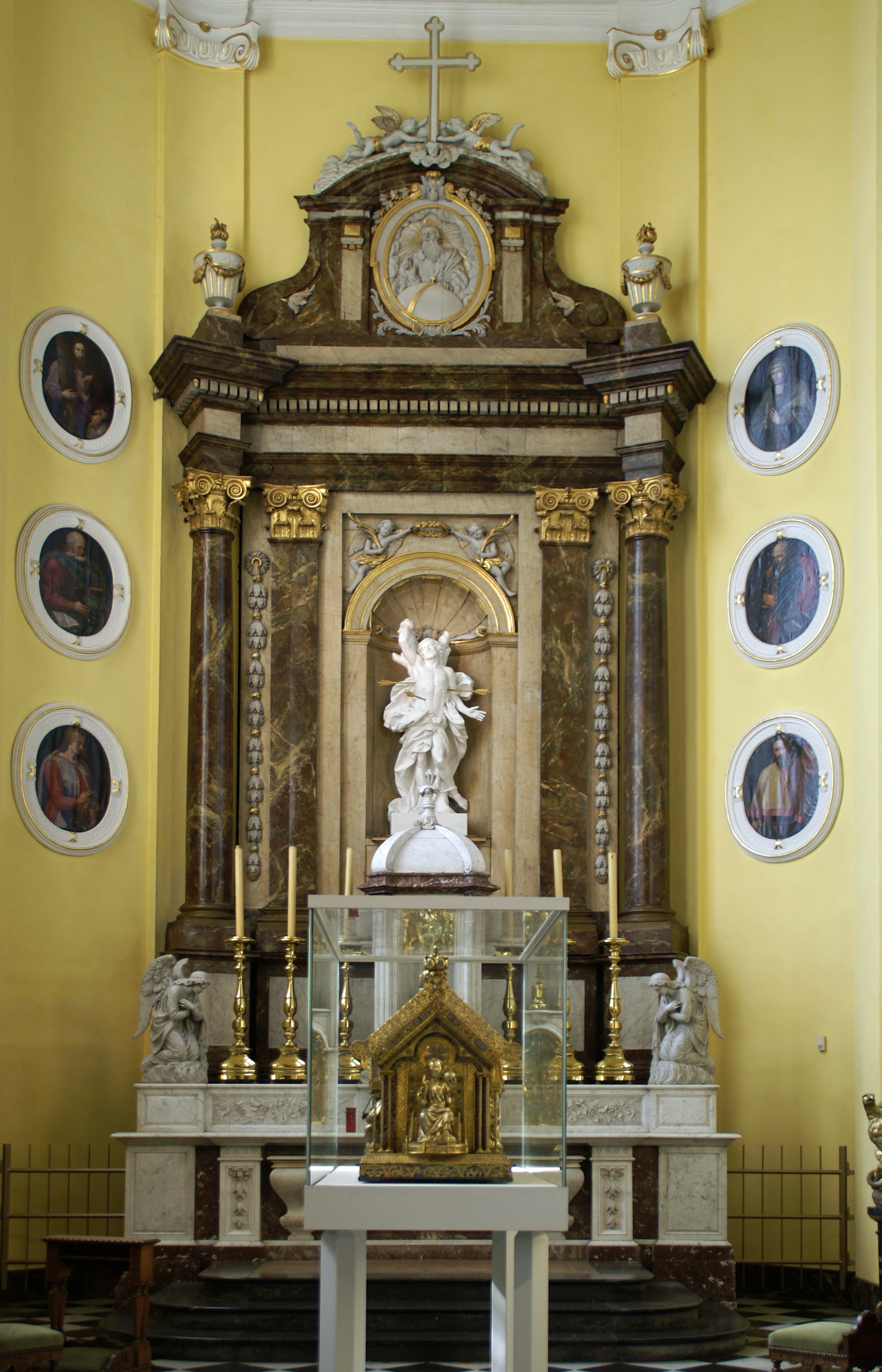
Altar a Sant Sebastià i reliquiari de Remacle

## Turisme i cultura
- El Laetare, un carnaval al diumenge de Quaresma amb els «Blancs-Moussis», una paròdia dels monjos de l'abadia.
- El festival de música.[3]
- Turisme rural i passejades a les valls de l'Amblève i de l'Eau Rouge.

## Nuclis
- Stavelot.
- Francorchamps.
- Coo.

## Fills predilectes de Stavelot
- Remacle.
- Guillaume Apollinaire.

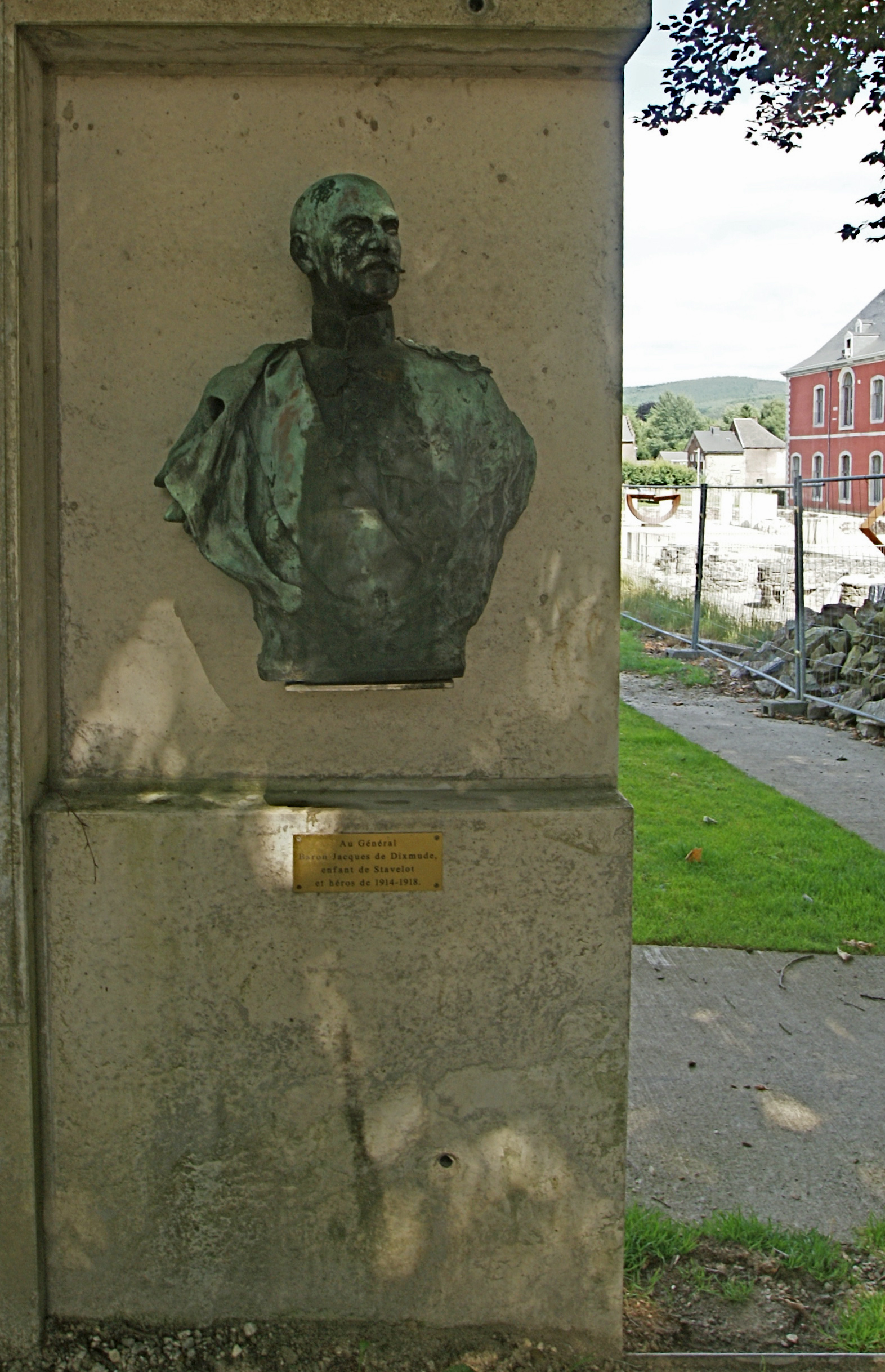
Monument a Jacques de Dixmude

- Francois Prume, violinista i compositor.
- Raymond Micha, compositor i fundador del Festival Musical de Stavelot.
- Jacques de Dixmude, general i fundador de la ciutat d'Albertville, actualment Kalemie a la República Democràtica del Congo.
- Adolphe Rome (1889-1971), filòleg clàssic, historiador de la ciència i professor de la Universitat de Lovaina